# Гравець (фільм, 2013)
«Гравець» (лит. Lošėjas) — литовський драматичний фільм-трилер, знятий Ігнасом Іонінасом. Світова прем'єра стрічки відбулась 25 вересня 2013 року на Сан-Себастьянському кінофестивалі. Фільм розповідає про Вінсентаса — найкращого фельдшера в травмпункті, який має пристрасть до різних азартних ігор. Одного разу йому спадає на думку організувати нелегальну гру, пов'язану з його професією.
Фільм був висунутий Литвою на премію «Оскар» за найкращий фільм іноземною мовою, але не був номінований.

## У ролях
| Актор               | Роль               |
| ------------------- | ------------------ |
| Вітаутас Каніусоніс | фельдшер Вінсентас |
| Оона Мекас          | Ієва               |
| Гедре Гедрайтіте    | Зінаїда            |
| Валеріюс Євсеєвас   | Казюкас            |

## Визнання
| Нагороди та номінації фільму «Гравець» | Нагороди та номінації фільму «Гравець» | Нагороди та номінації фільму «Гравець» | Нагороди та номінації фільму «Гравець» | Нагороди та номінації фільму «Гравець» | Нагороди та номінації фільму «Гравець» |
| Рік                                    | Кінопремія / Кінофестиваль             | Категорія / Нагорода                   | Номінант                               | Результат                              |                                        |
| -------------------------------------- | -------------------------------------- | -------------------------------------- | -------------------------------------- | -------------------------------------- | -------------------------------------- |
| 2013                                   | Варшавський міжнародний кінофестиваль  | Гран-прі                               | «Гравець»                              | Номінація                              |                                        |
| 2013                                   | Варшавський міжнародний кінофестиваль  | Спеціальний приз журі                  | «Гравець»                              | Перемога                               |                                        |